# Bob Sharp
Robert Amaral Sharp, conhecido como Bob Sharp  (Rio de Janeiro, 14 de novembro de 1942) é um jornalista e piloto automobilístico brasileiro, radicado em São Paulo.
Herdou o sobrenome inglês de seu avô norte-americano.

## Trajetória no automobilismo
Ter sido criado no bairro da Gávea, próximo ao tradicional circuito de rua conhecido como Trampolim do Diabo, foi fundamental para que Bob adquirisse gosto pelo automobilismo, herdado também do pai. Começou a correr em 1962 nas 6 Horas da Barra da Tijuca e, a partir de 1963, começou a competir em São Paulo.
Especialista em provas de longa duração, foi parceiro, entre outros, de José Carlos Pace, Marivaldo Fernandes e Paulo Gomes, e contemporâneo na pista do Autódromo de Interlagos de Emerson Fittipaldi e Nelson Piquet, utilizando-se de diversos veículos nacionais modificados para competições. Competiu até 1987. Foi ainda chefe do departamento de competições da Volkswagen do Brasil, na década de 1980.

## Trajetória no jornalismo
Sempre técnico e interessado na história do automobilismo, passou pelas revistas Quatro Rodas e Autoesporte. Foi colunista do site Best Cars. 
Atualmente colabora em sites especializados da Internet, inclusive no exterior, para o site Inside Line, além de ser consultor técnico da revista Carro, autor de artigos na revista Racing e consultor editorial da revista Engenharia Automotiva e Aeroespacial, publicação da Sociedade de Engenheiros da Mobilidade (SAE BRASIL). Atualmente é o editor do site AUTOentusiastas.
Foi gerente de imprensa da General Motors do Brasil e da Embraer.